# Trichotoma fusca
Espèce
Synonymes
- Lipophaga fusca Roewer, 1941

Trichotoma fusca est une espèce de solifuges de la famille des Gylippidae.

## Distribution
Cette espèce est endémique de Namibie.

## Description
Le mâle mesure 20 mm et la femelle 28 mm.

## Publication originale
- Roewer, 1941 : Solifugen 1934-1940. Veröffentlichungen aus dem Deutschen Kolonial und Uebersee-Museum in Bremen, vol. 3, no 2, p. 97-192 (texte intégral).